# Calyptratae

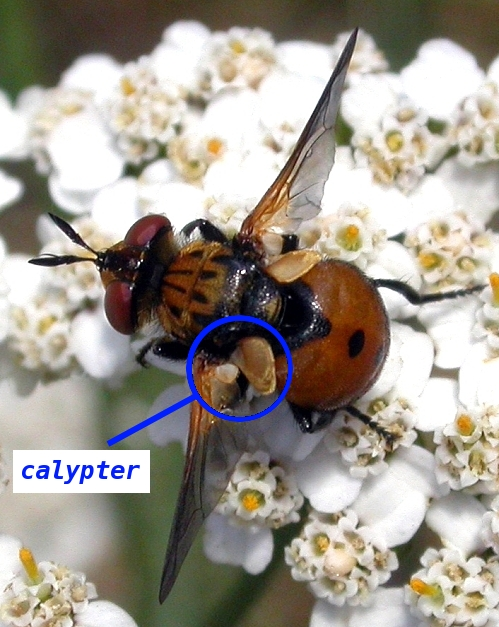
Caliptra di un Dittero Tachinide.

I Caliptrati (Calyptratae) sono una sottosezione dei Ditteri Brachiceri Ciclorrafi Schizofori. Comprende alcune famiglie d'interesse agrario, ma l'importanza di questo raggruppamento è prevalentemente igienico-sanitario in ambito medico e veterinario, in quanto comprende la maggior parte dei Ditteri parassiti dei Vertebrati, ivi compreso l'uomo. La sottosezione comprende inoltre alcuni fra i più familiari Ditteri, come ad esempio la mosca domestica.

## Inquadramento sistematico
I Caliptrati si contrappongono all'altra vasta sottosezione degli Acaliptrati. Si suddivide in tre superfamiglie:
- Superfamiglia Muscoidea. Comprende i ditteri muscoidi propriamente detti, ripartiti in quattro famiglie:
  - Anthomyiidae - mosche del cavolo
  - Fanniidae
  - Muscidae - mosche domestiche
  - Scathophagidae - mosche del letame
- Superfamiglia Oestroidea. Comprende ditteri con caratteri sostanzialmente muscoidi, d'interesse igienico-sanitario, agrario, veterinario, ripartiti in sei famiglie:
  - Calliphoridae
  - Mystacinobiidae
  - Oestridae
  - Rhinophoridae
  - Sarcophagidae
  - Tachinidae
- Superfamiglia Hippoboscoidea. Comprende ditteri con caratteri sostanzialmente muscoidi, d'interesse prevalentemente igienico-sanitario e veterinario, ripartiti in cinque famiglie:
  - Glossinidae
  - Hippoboscidae
  - Nycteribiidae
  - Streblidae

## Caratteri morfologici
Il principale carattere morfologico che contraddistingue i Caliptrati consiste nella presenza della caliptra. Il termine caliptra (dal latino calipter, "astuccio") fa riferimento a due lobi del torace, distinti rispettivamente in caliptra superiore (o squama alare) e caliptra inferiore (o squama toracica). La prima è localizzata fra il torace e l'alula e vibra con l'ala, la seconda è localizzata più posteriormente, non vibra e ha la funzione di proteggere il bilanciere.